# ماري كاريو
ماري كاريو (بالإنجليزية: Mary Carillo)‏ مواليد 15 مارس 1957 في كوينز، نيويورك، الولايات المتحدة، هي لاعبة كرة مضرب أمريكية سابقة بدأت مسيرتها كمحترفة سنة 1977 وكانت تلعب باليد اليسرى، اعتزلت اللعب في 1980. كما أنها إحدى بطلات الجراند سلام. أعلى تصنيف لها في الفردي كان المركز الـ 33 في سنة 1980.

## بطولات حققتها
- دورة رولان غاروس الدولية

## روابط خارجية
- ماري كاريو على موقع IMDb (الإنجليزية)
- ماري كاريو على موقع إن إن دي بي (الإنجليزية)
- ماري كاريو على موقع قاعدة بيانات الفيلم (الإنجليزية)
- ماري كاريو على موقع رابطة محترفات التنس (الإنجليزية)
- ماري كاريو على موقع الاتحاد الدولي لكرة المضرب (الإنجليزية)
- ماري كاريو على موقع خلاصة التنس.كوم (الإنجليزية)